# 哈韋爾冰川
哈韋爾冰川（英語：Harwell Glacier），是南極洲的冰川，位於杜費克海岸，長6公里，流經奧拉夫王子山脈北坡，最終注入戈夫冰川上游，現時由南極條約體系管理。